# Christiane Yared
Christiane de Souza Yared (Curitiba, 23 de fevereiro de 1960) é uma pastora evangélica, empresária e política brasileira. Foi deputada federal pelo Progressistas (PP).

## Biografia
Filha de Althair Costa Souza e Sulamite Souza, Christiane nasceu em Curitiba. Estudou piano na Escola de Música e Belas Artes do Paraná, tornando-se professora de música e empresária do ramo alimentício.
Após a morte do filho em um acidente de trânsito, fundou juntamente com o marido Gilmar e os filhos, Daniele e Jonathan, o Instituto Paz no Trânsito, voltado para ações educativas, conscientização e apoio a pessoas que perderam familiares no trânsito. Em maio de 2009, seu filho mais velho, Gilmar Jr., foi morto num acidente automobilístico em que estava envolvido o então deputado estadual Fernando Ribas Carli Filho. A campanha, que repercutiu em todo o Brasil, foi denominada “190km/h é crime”.

## Carreira política
Filiada ao Partido Trabalhista Nacional (PTN), participou do pleito eleitoral de 2014 sendo eleita deputada federal, para a 55.ª legislatura (2015-2019), pelo estado do Paraná, totalizando 200.144 votos, e desta maneira alcançou o topo da lista dos candidatos mais votados para o cargo naquele estado.
Ingressou no Partido da República (PR), em março de 2016 Em 17 de abril de 2016, Christiane votou pela abertura do processo de impeachment de Dilma Rousseff. Já durante o Governo Michel Temer, votou a favor da PEC do Teto dos Gastos Públicos. Em abril de 2017 foi contrária à Reforma Trabalhista. Já em 2 de agosto de 2017, votou a favor da admissibilidade da denúncia de corrupção passiva contra o presidente Michel Temer.
Reelegeu-se em 2018 para a 56.ª legislatura (2019-2023), com um total de 107.636 votos válidos.
Concorreu pelo Partido Liberal (PL) a prefeitura de Curitiba no ano de 2020, recebendo 32.677 votos e terminando em 5º lugar na disputa eleitoral.
Em 2022 concorreu a um terceiro mandato, mas não foi eleita, tendo recebido 31188 votos.